# Belastingontwijking
Belastingontwijking is het verlagen van de belastingdruk door belastingplichtigen, waarbij binnen de grenzen van de wet gebleven wordt. Belastingparadijzen zijn landen die belastingontwijking faciliteren. Internationaal worden onder andere Nederland, Luxemburg, de Kaaimaneilanden, Bermuda en Zwitserland vaak als belastingparadijzen genoemd. Zowel individuen als (internationale) bedrijven kunnen belasting ontwijken.
Ontwijking is in principe iets anders dan belastingontduiking, waarbij de wet wordt overtreden. In de praktijk bestaat er echter een grijs gebied tussen ontwijken en ontduiken.
Lidstaten van de EU lopen samen elk jaar tussen de 50 en 190 miljard euro aan inkomsten mis door belastingsontwijking.

## Belastingsontwijking per land

### België
In 2018 vloeide 207 miljard euro vanuit Belgische bedrijven naar landen die door België erkend zijn als belastingsparadijzen. Dit is ongeveer gelijk aan 45% van het belgische BBP. In 2015 betaalden Belgische multinationals gemiddeld een effectief tarief van 14%, terwijl het nominale tarief 34% was. Dit verschil is mogelijk door de vele constructies die worden bedacht en opgezet om de nominale belastingvoet te drukken.

### Nederland
Internationaal wordt Nederland vaak genoemd als belastingparadijs. In 2013 werd er echter een motie aangenomen in de Tweede Kamer om Nederland geen belastingparadijs meer te noemen. Oxfam Novib stelt dat ontwikkelingslanden jaarlijks €460 miljoen mislopen doordat bedrijven actief in hun landen belasting ontwijken via Nederland. Ook Europese landen, zoals Griekenland, lopen miljoenen euro's belasting mis. In 2015 noemde de Europese Commissie de constructies van Starbucks in Nederland ongeoorloofde staatssteun.

## Mechanismen
Individuen, bijvoorbeeld popsterren en succesvolle sporters, kunnen gebruikmaken van de fiscaal gunstige wetgeving die belastingparadijzen bieden. Door hun oorspronkelijke woonplaats naar zo'n belastingparadijs te verplaatsen, ontwijken zij bijvoorbeeld de inkomstenbelasting die zij in hun oorspronkelijke woonland verschuldigd waren. Omdat het land waarnaar zij verhuisd zijn geen of minder inkomstenbelasting heft, verlagen zij door te verhuizen de belastingdruk op hun inkomen. Sommigen zien het verhuizen van bijvoorbeeld succesvolle sporters naar belastingparadijzen als moreel laakbaar gedrag. Dat neemt niet weg dat dit gedrag binnen de grenzen van de wet blijft: de sporter maakt uitsluitend gebruik van het wettelijke onderscheid dat veel landen maken tussen personen die in hun land wonen (en daarmee in dat land veelal over al hun inkomsten - of die in dat land behaald zijn of niet -  inkomstenbelasting betalen) en zij die dat niet doen (en daarmee in dat land uitsluitend inkomstenbelasting betalen voor zover de inkomsten in dat land behaald zijn).
Bedrijven maken gebruik van de verdragen die verschillende landen met elkaar maken om dubbele winstbelasting te voorkomen. Ze hebben over het algemeen vestigingen in meerdere landen. Een manier om belasting te ontwijken is de winst kunstmatig laag te houden, door producten tussen vestigingen te verhandelen voor een onrealistische prijs, die ervoor zorgt dat er alleen winst gemaakt wordt in landen met een zeer lage winstbelasting. Bij grote bedrijven en grote geldstromen is het financieel gunstig om tussenbedrijven op te richten die gebruik te maken van de verschillende belastingregels in verschillende landen. Bij het opzetten van deze constructies wordt er gebruik gemaakt van professionals (bankiers, boekhouders, juristen) die de verschillende regels bestuderen en op basis hiervan strategieën uitwerken. Grote banken en adviesbureaus zijn dan ook actief in deze belastingparadijzen.

## Preventie
Belastingontwijking kan leiden tot een lagere belasting dan geacht wordt redelijk te zijn. Daarom wordt deze door overheden vaak tegengegaan, bijvoorbeeld door de regels aan te passen. Er worden diverse instrumenten ingezet:
- In België heeft de fiscus als tegenzet het principe in het leven geroepen van de economische realiteit, die fiscale constructies, die naar de letter van de wet wel legaal zijn, kan verwerpen wanneer het op taxatie aankomt. Ook andere landen hanteren dergelijke principes, onder het principe "substance over form";
- Wanneer een constructie zo kunstmatig is opgezet dat het duidelijk is dat de constructie dient om belasting te ontwijken, kan in veel landen de belastingdienst deze negeren. Dit kan het geval zijn als geen andere (zakelijke) motieven aan te wijzen zijn. Dit wordt gezien als fiscaal misbruik;
- Landen stemmen door belastingverdragen hun belastingen op elkaar af, hoewel dit niet altijd lukt;
- Landen kunnen bij het sluiten van een belastingverdrag uitzonderingen bedingen. Nederland weigert bijvoorbeeld verdragsvoordelen toe te kennen aan vennootschappen die onder bepaalde gunstige regimes vallen;
- Met een breed woonplaatsbegrip of CFC-wetgeving worden vennootschappen gevestigd in belastingparadijzen in de eigen heffing betrokken, desnoods via de moedermaatschappij;
- Landen scherpen hun belastingwetgeving voortdurend aan;[6]
- Sommige gevallen van belastingontwijking kunnen toch door een land gecriminaliseerd worden. In Frankrijk kan de belastingdienst bijvoorbeeld een boete opleggen voor misbruik van verdragsrecht. De constructie is dan in principe wel legaal, maar omdat zij (slechts) dient voor belastingontwijking is het misbruik van recht, en daardoor toch strafbaar;
- Belastingparadijzen worden onder druk gezet. Het meest rigoureuze voorbeeld hiervan in Frankrijk, dat in 1962 dreigde Monaco's waterleiding af te sluiten, tenzij Monaco de fiscale voordelen voor Franse onderdanen terugnam.

## Relatie filantropie en belastingontwijking
Tijdens het World Economic Forum in Davos in januari 2019 laakte de Nederlandse historicus Rutger Bregman het fenomeen dat inmiddels veel vermogende CEO's en top-artiesten er - deels door belastingontwijking - in  slagen om weinig belasting te betalen en vervolgens bij wijze van excuus filantropie plegen te praktiseren. In een korte filippica bepleitte hij dit om te draaien: "Belastingen, belastingen en nog eens belastingen!".